# 田景賢
田景賢（1446年—1519年），字宗儒，號西郭，京師順天府涿州人，明朝政治人物，成化乙未進士，正德間官至禮部尚書。

## 生平
成化十一年（1475年）乙未科進士，授戶科給事中，上疏論貴戚周壽竊權亂政，受廷杖，不久憲宗醒悟，升任通政司參議，累遷太子少保、禮部尚書。劉瑾擅國時，淩虐大臣，田景賢為官簡靜自持，劉瑾不能中傷。正德九年（1514年）底引疾乞休，加太子太保致仕，卒年七十四。

## 家族
曾祖父田行簡。祖父田文質，贈戶部主事。父亲田寬。